# Los Siete Sabios de México
Se les llamó Los Siete Sabios o Generación de 1915, a los miembros fundadores de la Sociedad de Conferencias y Conciertos cuya meta era propagar la cultura entre los estudiantes universitarios de la Ciudad de México. La sociedad fue fundada el 5 de septiembre de 1916 y fue conocida en el ambiente cultural de aquella época como la sociedad de "Los Siete Sabios de México", mote que les fue impuesto por sus compañeros en burlona referencia a los Siete Sabios de Grecia y que, sin embargo, pronto se convirtió en título de prestigio para los integrantes fundadores de la sociedad.

## Los miembros de la sociedad
Según entrevistas que, entre el 12 de junio de 1964 y el 23 de enero de 1965, le hicieron al maestro Manuel Gómez Morín los periodistas estadounidenses James W. Wilkie y su esposa Edna Monzón de Wilkie, los Siete Sabios de México fueron:
- Alberto Vásquez del Mercado, quien sería un extraordinario ministro de la Suprema Corte de Justicia de la Nación;
- Antonio Castro Leal, literato, muy gracioso, muy bien informado, experto especialmente en lenguas inglesas y literatura mexicana;
- Vicente Lombardo Toledano, doctor en filosofía y licenciado en derecho, líder sindical, fundador de la Universidad Obrera de México (director hasta el día de su muerte), primer secretario general de la Confederación de Trabajadores de México (CTM), funda la Confederación de Trabajadores de América Latina (CTAL), y vicepresidente de la Federación Sindical Mundial (FSM);
- Alfonso Caso fue un abogado, arqueólogo y antropólogo destacado, mexicano que hizo importantes contribuciones al conocimiento de las culturas mesoamericanas precolombinas, especialmente sobre las del área oaxaqueña; entre sus grandes descubrimientos sobresalen la ciudad prehispánica de Monte Albán, con su magnífica Tumba 7, y varios sitios en la Mixteca, como Yucuita, Yucuñidahui y Monte Negro, en Tilantongo. Producto de esos descubrimientos fue una gran cantidad de libros, artículos, reportes, conferencias y literatura popular, que aún son necesarios para el estudio de las culturas mesoamericanas, sobre todo de la zapoteca, la mixteca y la mexica;
- Teófilo Olea y Leyva que también fue excelente ministro de la Corte,
- Jesús Moreno Baca, jurista y político miembro del Partido Nacional Cooperatista; y,
- Manuel Gómez Morín, quien fue rector de la Universidad Nacional de México y miembro cofundador del Partido Acción Nacional.[2]

"..Al principio de la Sociedad de Conferencias y Conciertos, que fue la que dio lugar al nombre, formaba parte del grupo Jesús Moreno Baca, que era algo mayor que nosotros: después él dejó de formar parte del grupo y varios otros amigos que se incorporaban a la Sociedad de Conferencias y Conciertos iban llenando ese lugar."
Manuel Gómez Morín.

Posteriormente se adhirieron a la Sociedad de Conferencias y Conciertos: Narciso Bassols, Luis Enrique Erro, Daniel Cosío Villegas, Juvencio Ibarra, Miguel Palacios Macedo y Manuel Toussaint.

## Inicio de labores de la sociedad
La sociedad inició formalmente sus actividades con una serie de conferencias en el salón de actos del Museo Nacional de Arqueología e Historia y organizó (según Alfonso Caso) la reestructuración de la Orquesta Sinfónica Nacional, dirigida por el maestro Julián Carrillo.
El 11 de septiembre de 1916, el grupo convocó una serie de conferencias dedicadas a tratar temas sociales las cuales fueron publicadas en la revista San-Ev-Ank. Posteriormente sus integrantes publicaron en El Universal. Al año siguiente, Los Siete Sabios Mexicanos y su maestro Antonio Caso fundaron la Revista Técnica Universitaria cuyo objetivo, además de publicar los artículos del grupo, era dar oportunidad a profesores y estudiantes interesados en disciplinas filosóficas, históricas y científicas. Los miembros del grupo fueron profesores de la Preparatoria Libre, fundada por Antonio Caso, y de la Universidad Popular Mexicana fundada por el Ateneo de México. Los trabajos del grupo también fueron publicados en el Excélsior, El Heraldo de México y El Universal Gráfico.
En 1925, Manuel Gómez Morín publicó el libro 1915 y otros ensayos, en dicha obra convocaba a los otros miembros para autonombrarse Generación de 1915, aunque ninguno de ellos respondió a su llamado el nombre fue utilizado. De acuerdo al historiador Enrique Krauze esta generación está insertada entre el Ateneo de la Juventud y Los Contemporáneos, donde incluye a Miguel Palacios Macedo, Narciso Bassols, y Daniel Cosío Villegas.